# 原駅 (静岡県)
原駅（はらえき）は、静岡県沼津市原にある、東海旅客鉄道（JR東海）・日本貨物鉄道（JR貨物）東海道本線の駅である。駅番号はCA05。
運行形態の詳細は「東海道線 (静岡地区)」を参照。

## 概要
東海道本線熱海 - 米原間の第一種鉄道事業者であるJR東海と、同区間の第二種鉄道事業者であるJR貨物が共同で使用する駅である。但し、JR東海が運行する旅客列車の発着はあるが、JR貨物が運営する貨物列車の発着は無い。1900年（明治33年）2月の駅開設時より、日本国有鉄道（国鉄）やその前身組織など一つの事業者により運営されて来たが、1987年（昭和62年）4月の国鉄分割民営化に際し、駅の旅客営業をJR東海が継承し、貨物営業をJR貨物が継承したため、2社が共有する現在の形態になった。
駅は、かつて東海道の原宿として栄えた沼津市の原地区にある。かつての所在地は駅名と同名の原町であったが、原町は1968年（昭和43年）に沼津市に統合され消滅している。

## 歴史
- 1900年（明治33年）2月25日：官設鉄道東海道線の駅として、沼津 - 鈴川（後の吉原駅）間に開業[2]。旅客・貨物営業を開始[2]。
- 1909年（明治42年）10月12日：線路名称制定、当駅を通る東海道線の本線筋を東海道本線と命名[3]。
- 1948年（昭和23年）3月：2代目の現駅舎に改築[4]。
- 1949年（昭和24年）2月1日：沼津 - 静岡間電化に伴い、駅構内を電化。
- 1984年（昭和59年）
  - 1月16日：専用線発着を除く車扱貨物取扱廃止[2]。
  - 2月1日：荷物扱い廃止[2]。
- 1987年（昭和62年）4月1日：国鉄分割民営化によりJR東海・JR貨物が継承[2]。
- 1997年（平成9年）3月22日：貨物列車の設定廃止。
- 2008年（平成20年）
  - 2月29日：エレベーター・多機能トイレの供用を開始[5]。
  - 3月1日：ICカード「TOICA」の利用が可能となる。
- 2025年（令和7年）6月1日：お客様サポートサービスおよびサポートつき指定席券売機を導入し、無人化[注 1][1][6]。

## 駅構造

### ホーム・駅構内
2面3線のホームを有する地上駅である。駅構内の北側に単式ホーム1面1線、南側に島式ホーム1面2線が配置されている。
単式ホームの南側が1番線、島式ホームの北側が2番線、島式ホームの南側が3番線である。旅客列車は、上り列車が上り本線の2番線を使用し、下り列車が下り本線の3番線を使用する。上り待避線（副本線）の1番線は旅客列車は使用しないが、一部の列車やごく稀に遅延したサンライズ瀬戸・出雲が使用している。また、3番線の南側にも主に貨物列車が使用する下り待避線が1線ある。
| 番線 | 路線          | 方向 | 行先           | 備考                          |
| ---- | ------------- | ---- | -------------- | ----------------------------- |
| 1・2 | CA 東海道本線 | 上り | 沼津・熱海方面 | 単式の1番線は事実上予備ホーム |
| 3    | CA 東海道本線 | 下り | 静岡・浜松方面 |                               |

（出典：JR東海:駅構内図）

### 駅舎・設備
1番線の北側に接して、木造で天井の高い駅舎が設置されている。駅舎内部にはサポートつき指定席券売機が設置され、改札口には簡易型自動改札機が導入されている。駅舎がある1番線ホームと、そこから離れた2番線・3番線ホームの連絡は跨線橋による。2007年（平成19年）6月に着工されたバリアフリー設備設置工事が2008年（平成20年）2月に終了し、跨線橋に2基のエレベーターが設置された。これと同時に、駅舎内部の多機能トイレの使用も開始されている。
駅舎の脇には、開業時の1900年築とされるレンガ積みのランプ小屋がある。（フランドル積み）
お客様サポートサービスを導入している無人駅である。無人化される前は、JR東海による分類では当駅は業務委託駅に分類され、駅業務はJR東海交通事業の係員が終日担当していた。また、管理駅である沼津駅が当駅を管理していた。

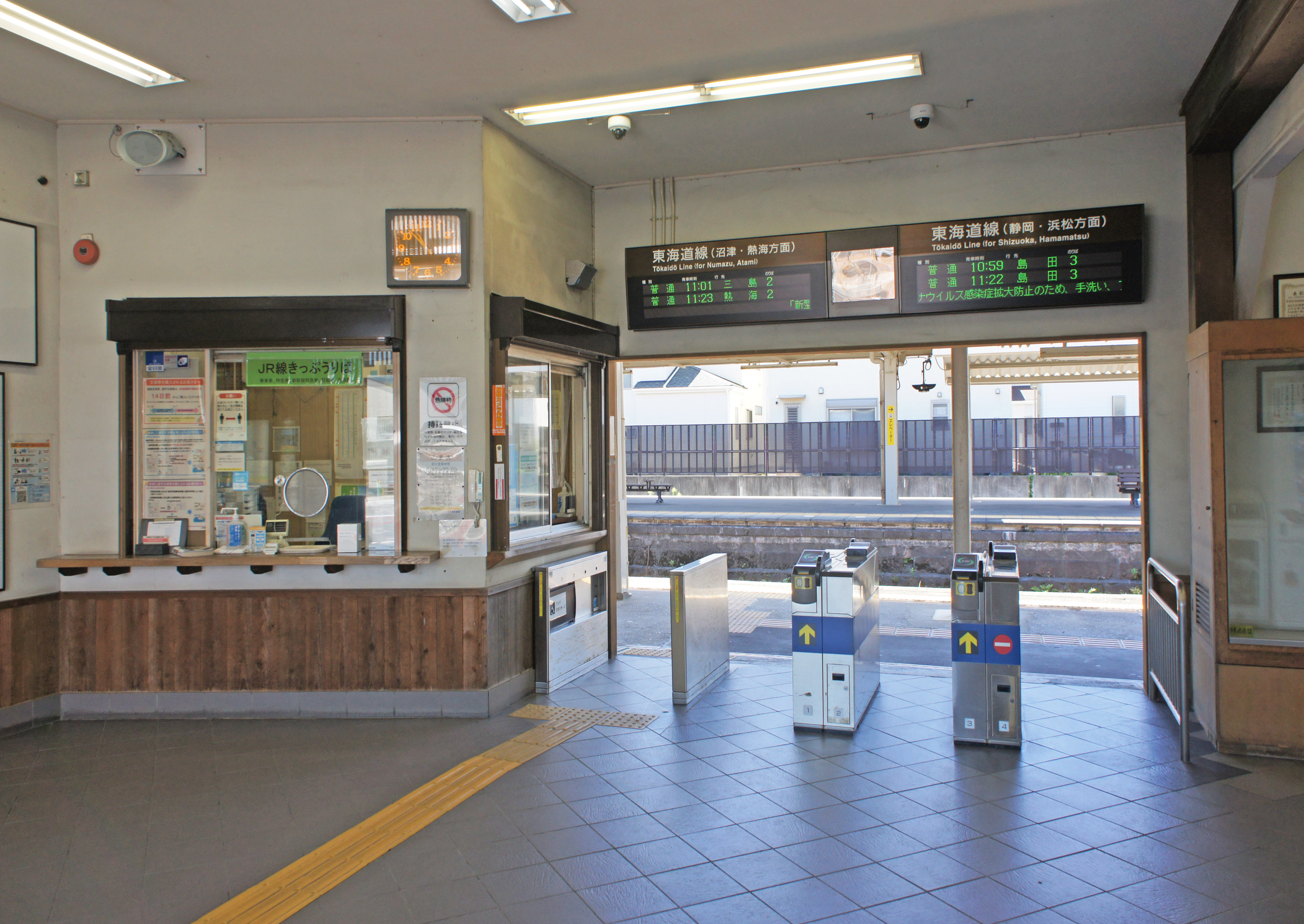
改札口（2022年7月）
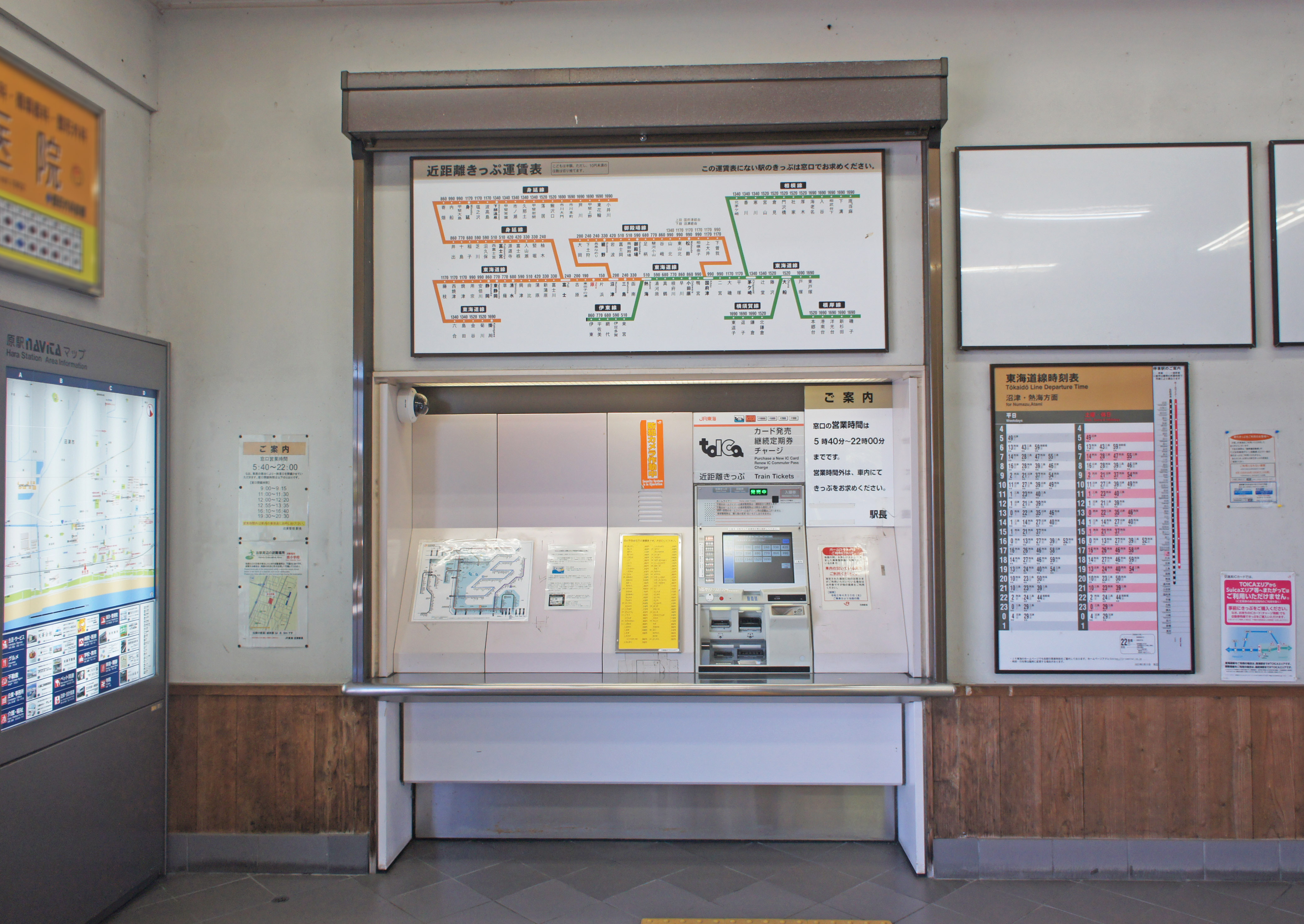
自動券売機（2022年7月）
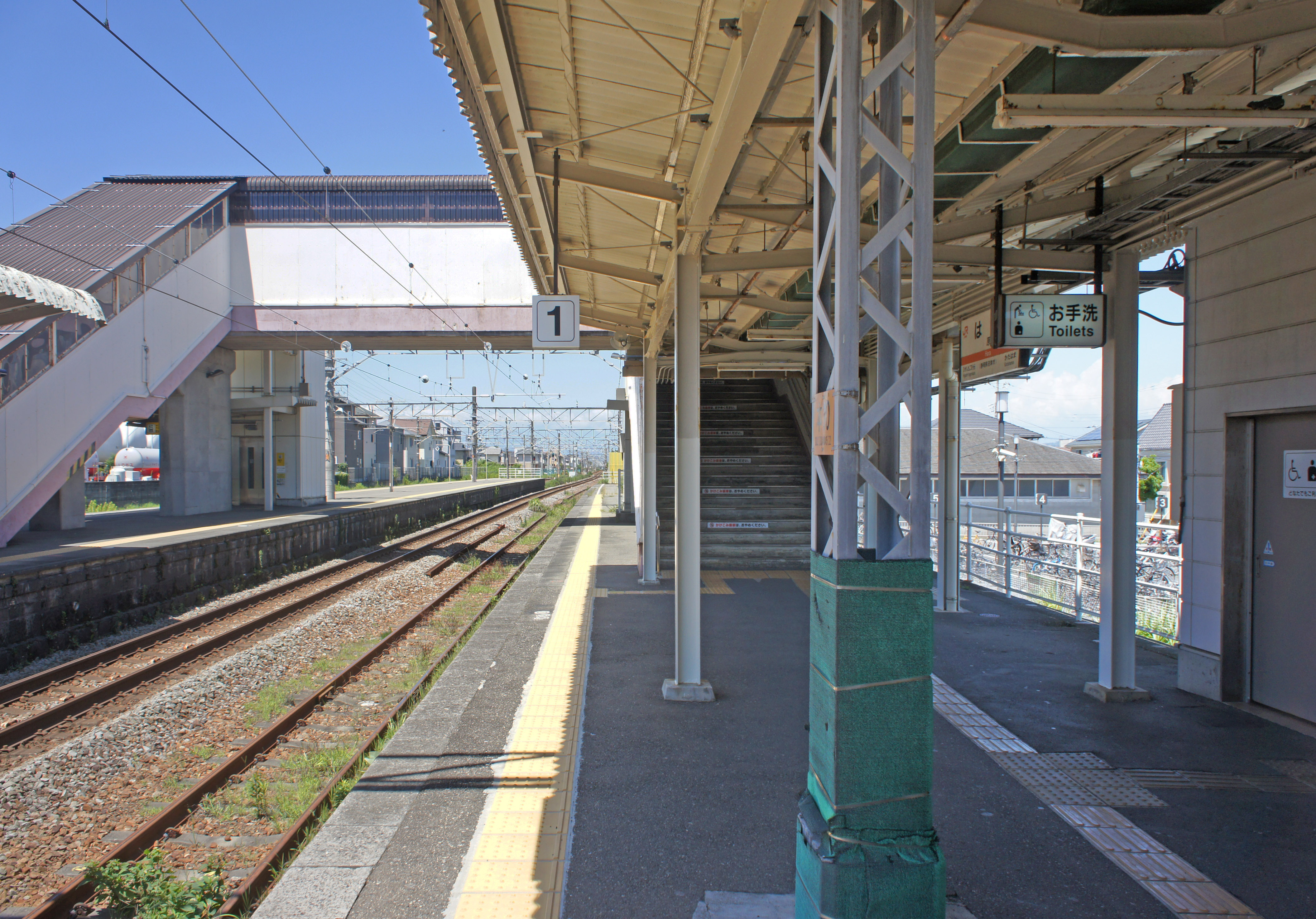
1番線ホーム（2022年7月）
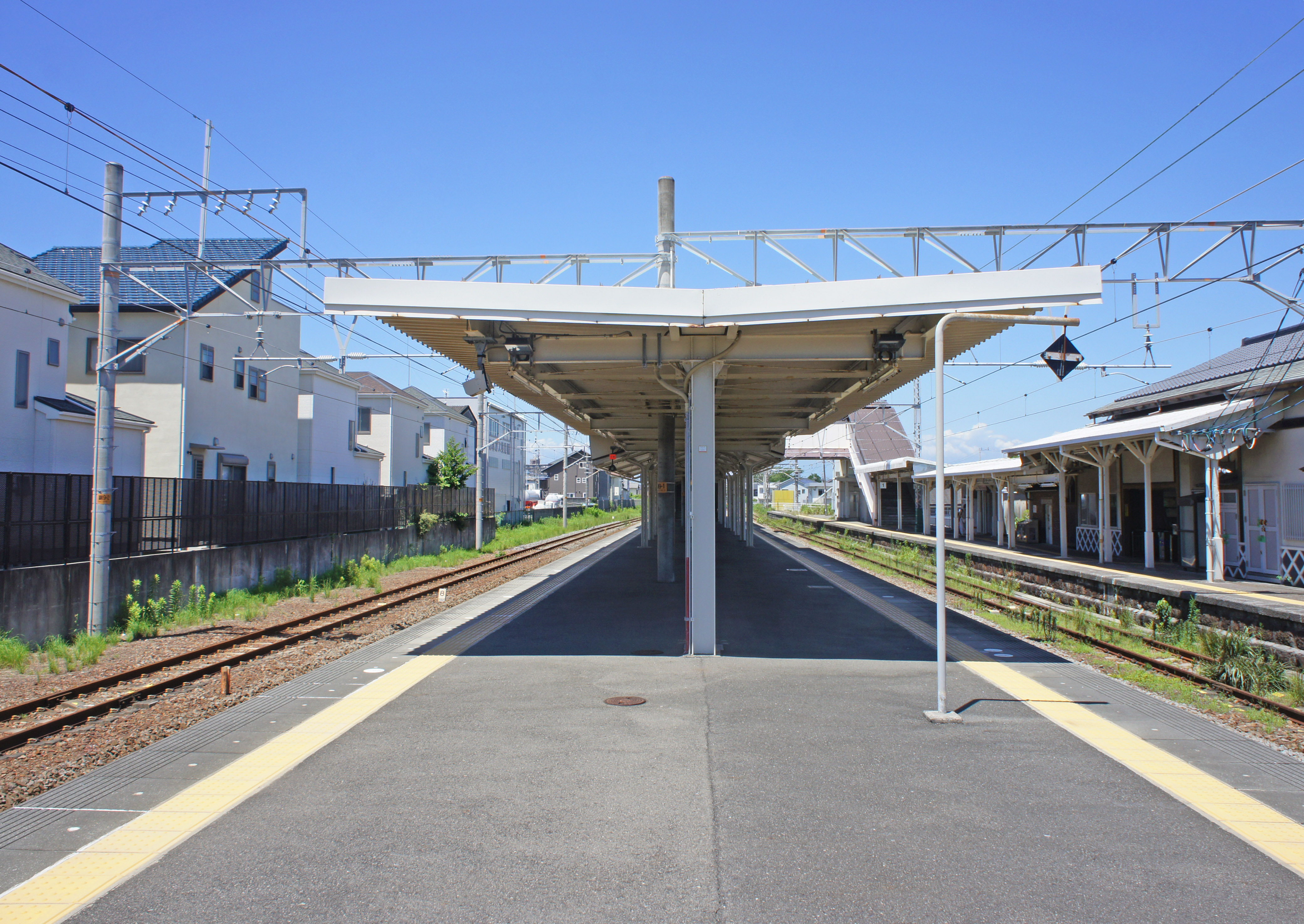
2・3番線ホーム（2022年7月）
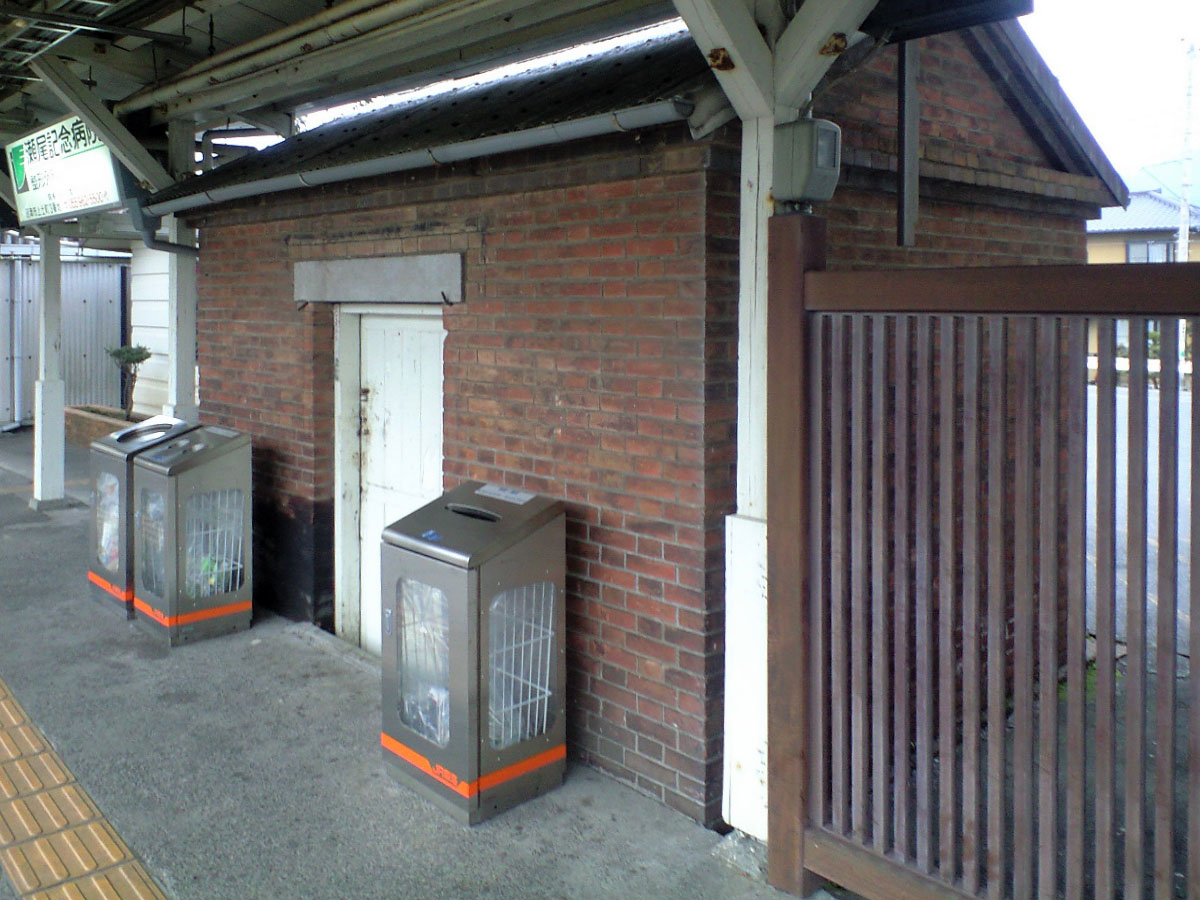
ランプ小屋（2008年2月）

## 貨物取扱・専用線
JR貨物は現在、臨時車扱貨物のみの取り扱いで貨物列車の発着はない。1997年（平成9年）3月まで、駅の南西にあった秩父セメント原サービスステーションのセメント荷役施設へ続く専用線へセメント輸送列車があった。
また1980年代前半まで片浜駅方面にある図書印刷(現:TOPPANクロレ)沼津工場への専用線があった。この専用線跡は現在も線路の大部分が残っている。また、駅舎東側に有蓋車用の貨物ホームもあった。その線路は現在でも保線車両の留置場所として活用されている。

## 利用状況
JR東海の移動等円滑化取組報告書によると、2023年度（令和5年度）の1日平均乗降人員は3,875人である。
1993年度（平成5年度）以降の推移は以下のとおりである。
| 乗車人員推移       | 乗車人員推移     | 乗車人員推移 |
| 年度               | 1日平均 乗車人員 | 出典         |
| ------------------ | ---------------- | ------------ |
| 1993年（平成05年） | 3,091            | [ * 1 ]      |
| 1994年（平成06年） | 3,038            | [ * 2 ]      |
| 1995年（平成07年） | 3,066            | [ * 3 ]      |
| 1996年（平成08年） | 2,997            | [ * 4 ]      |
| 1997年（平成09年） | 3,029            | [ * 5 ]      |
| 1998年（平成10年） | 2,992            | [ * 6 ]      |
| 1999年（平成11年） | 2,833            | [ * 7 ]      |
| 2000年（平成12年） | 2,698            | [ * 8 ]      |
| 2001年（平成13年） | 2,876            | [ * 9 ]      |
| 2002年（平成14年） | 2,831            | [ * 10 ]     |
| 2003年（平成15年） | 2,754            | [ * 11 ]     |
| 2004年（平成16年） | 2,746            | [ * 12 ]     |
| 2005年（平成17年） | 2,727            | [ * 13 ]     |
| 2006年（平成18年） | 2,769            | [ * 14 ]     |
| 2007年（平成19年） | 2,786            | [ * 15 ]     |
| 2008年（平成20年） | 2,702            | [ * 16 ]     |
| 2009年（平成21年） | 2,626            | [ * 17 ]     |
| 2010年（平成22年） | 2,498            | [ * 18 ]     |
| 2011年（平成23年） | 2,379            | [ * 19 ]     |
| 2012年（平成24年） | 2,383            | [ * 20 ]     |
| 2013年（平成25年） | 2,386            | [ * 21 ]     |
| 2014年（平成26年） | 2,354            | [ * 22 ]     |
| 2015年（平成27年） | 2,369            | [ * 23 ]     |
| 2016年（平成28年） | 2,325            | [ * 24 ]     |
| 2017年（平成29年） | 2,328            | [ * 25 ]     |
| 2018年（平成30年） | 2,314            | [ * 26 ]     |
| 2019年（令和元年） | 2,229            | [ * 27 ]     |
| 2020年（令和02年） | 1,737            | [ * 28 ]     |
| 2021年（令和03年） | 1,767            | [ * 28 ]     |

## 駅周辺
- 沼津市役所原市民窓口事務所
- 沼津市立原中学校
- 沼津市立原小学校
- 国道1号
- 松蔭寺 白隠慧鶴所縁の寺
- 徳源寺
- 長興寺 泣き相撲の寺
- マックスバリュ沼津原町西店
- ジョイランド原店

## バス路線
「原駅」停留所にて、以下の路線バスが発着する。
1番乗り場
- 富士急シティバス
  - 943 東海道線（原線）：沼津駅 / 東田子浦駅
  - 944 東海道線（沼津駅・片浜駅線）：原団地経由沼津駅（平日朝1便のみ運行）
  - H42ららぽーと・原団地・原駅線：ららぽーと沼津

2番乗り場
- 富士急静岡タクシー
  - 沼津市ミューバス原・浮島線：浮島地区センター / 荒久 / 原駅

## 隣の駅
東海旅客鉄道（JR東海）
CA 東海道本線
■快速（臨時列車扱い、下りのみ運転）・■普通
片浜駅 (CA04) - 原駅 (CA05) - 東田子の浦駅 (CA06)

### 記事本文